# Bashir Abdi
Pour les articles homonymes, voir Abdi (homonymie).
Bashir Abdi (né le 10 février 1989 à Mogadiscio, en Somalie) est un athlète belge, spécialiste des courses de fond.

## Biographie
Abdi est né à Mogadiscio, en Somalie. Quand il avait six ans, sa famille a fui le pays. Après quelques pérégrinations en Europe, la famille arrive à Gand en 2002. Abdi a commencé à courir à l'âge de seize ans.
Abdi est marié et a une fille, Kadra, née en 2018, et un fils Ibrahim, né en 2020. Il est cofondateur et vice-président de l'asbl Sportaround, qui organise des activités sportives parascolaires pour les enfants à Gand.
En 2012, il participe aux championnats d'Europe d'Helsinki et se classe huitième de la finale du 5 000 mètres et quatrième de celle du 10 000 mètres. Il remporte en fin d'année son premier titre national de cross-country et se classe neuvième des championnats d'Europe de cross.
En début de saison 2013, aux États-Unis, Bashir Abdi porte ses records personnels du 5 000 m à 13 min 30 s 91 et du 10 000 m à 27 min 43 s 99.
En 2014, il termine cinquième du 10 000 m à l'Euro de Zürich. En 2015, il est contraint à l'abandon lors du 10 000 m et doit déclarer forfait pour le 5 000 m. Aux Jeux olympiques de 2016, il termine vingtième alors qu'il visait le top 16.
Le 7 août 2018, il devient vice-champion d'Europe du 10 000 m à Berlin.
Bashir Abdi remporte la médaille de bronze du Marathon aux Jeux olympiques de Tokyo 2020 en terminant en 2 h 10 min 0 s le 8 août 2021.
Le 24 octobre 2021, il remporte le marathon de Rotterdam en 2 h 3 min 36 s en battant le record d'Europe du marathon.
En 2022, Abdi décide de courir trois marathons. Le 10 avril, après un hiver perturbé par une blessure, il se classe 4e du marathon de Rotterdam en 2 h 05 min 23 s. Puis le 17 juillet 2022, il termine troisième du marathon des Championnats du monde à Eugene. Enfin, il conclut l'année par un nouveau podium en se classant troisième du marathon de Londres en 2 h 05 min 19 s. 
En 2023, Abdi remporte une seconde fois le marathon de Rotterdam dans l'excellent temps de 2 h 03 min 47 s. Il regrette d'avoir couru trop lentement durant le premier semi-marathon de la course, ce qui l'a privé d'un nouveau record d'Europe. En fin de saison, il connaît une déception au Mémorial Van Damme où il abandonne sur 10 000m au bout de 3 km alors qu'il visait le record d'Europe. A l'issue de la course, il déclare qu'il n'est plus fait pour la piste. Quelques semaines plus tard, il se rattrape sur marathon en se classant troisième du marathon de Chicago en 2 h 4 min 32 s dans une course où Kelvin Kiptum améliore le record du monde.  
Lors des Jeux olympiques de 2024 à Paris, Bashir Abdi termine 2e en 2 h 6 min 47 s et remporte la médaille d'argent du marathon masculin.

### Palmarès
| Date | Compétition                    | Lieu       | Résultat | Épreuve       | Temps           |
| ---- | ------------------------------ | ---------- | -------- | ------------- | --------------- |
| 2012 | Championnats d'Europe          | Helsinki   | 8e       | 5 000 m       | 13 min 39 s 01  |
| 2012 | Championnats d'Europe          | Helsinki   | 4e       | 10 000 m      | 28 min 23 s 72  |
| 2012 | Championnats d'Europe de cross | Szentendre | 9e       | Individuelle  |                 |
| 2013 | Championnats du monde          | Moscou     | 23e      | 10 000 m      | 28 min 41 s 69  |
| 2014 | Championnats d'Europe          | Zurich     | 5e       | 10 000 m      | 28 min 13 s 61  |
| 2018 | Championnats d'Europe          | Berlin     | 2e       | 10 000 m      | 28 min 11 s 76  |
| 2018 | Marathon de Rotterdam          | Rotterdam  | 8e       | Marathon      | 2 h 10 min 46 s |
| 2019 | Marathon de Londres            | Londres    | 7e       | Marathon      | 2 h 7 min 3 s   |
| 2019 | Marathon de Chicago            | Chicago    | 5e       | Marathon      | 2 h 6 min 14 s  |
| 2020 | Semi-marathon d'Egmond         | Egmond     | 1er      | Semi-marathon | 1 h 8 min 23 s  |
| 2020 | Marathon de Tokyo              | Tokyo      | 2e       | Marathon      | 2 h 4 min 49 s  |
| 2020 | Mémorial Van Damme             | Bruxelles  | 2e       | Heure         | 21 322m         |
| 2021 | Semi-marathon de Djibouti      | Djibouti   | 2e       | Semi-marathon | 1 h 3 min 11 s  |
| 2021 | Coupe d'Europe du 10 000 m     | Birmingham | 2e       | 10 000 m      | 27 min 24 s 41  |
| 2021 | Jeux olympiques                | Tokyo      | 3e       | Marathon      | 2 h 10 min 0 s  |
| 2021 | Marathon de Rotterdam          | Rotterdam  | 1er      | Marathon      | 2 h 3 min 36 s  |
| 2022 | Championnats du monde          | Eugene     | 3e       | Marathon      | 2 h 6 min 48 s  |
| 2022 | Marathon de Londres            | Londres    | 3e       | Marathon      | 2 h 5 min 19 s  |
| 2023 | Marathon de Rotterdam          | Rotterdam  | 1er      | Marathon      | 2 h 3 min 47 s  |
| 2023 | Marathon de Chicago            | Chicago    | 3e       | Marathon      | 2 h 4 min 32 s  |
| 2024 | Jeux olympiques                | Paris      | 2e       | Marathon      | 2 h 6 min 47 s  |
| 2024 | Marathon de New-York           | New-York   | 9e       | Marathon      | 2 h 10 min 39 s |

### Records
| Épreuve  | Performance         | Lieu       | Date             |
| -------- | ------------------- | ---------- | ---------------- |
| 3 000 m  | 7 min 40 s 44       | Londres    | 24 juillet 2015  |
| 5 000 m  | 13 min 4 s 91       | Bruxelles  | 31 août 2018     |
| 10 000 m | 27 min 24 s 41      | Birmingham | 5 juin 2021      |
| 20 000 m | 56 min 20 s 02      | Bruxelles  | 4 septembre 2020 |
| 1 h      | 21 322 m            | Bruxelles  | 4 septembre 2020 |
| Marathon | 2 h 3 min 36 s (ER) | Rotterdam  | 24 octobre 2021  |

## Récompenses
- Trophée national du Mérite sportif 2021
- Spike d'or 2019, 2021, 2022, 2023 et 2024